# Bellamy Young
Pour les articles homonymes, voir Young et Bellamy.
Amy Maria Young, plus connue sous le nom de Bellamy Young, née le 19 février 1970 à Asheville (Caroline du Nord), est une actrice et productrice américaine.
Après être apparue dans une trentaine de séries télévisées, elle est révélée au grand public grâce à son rôle de Mellie Grant dans la série dramatique Scandal, qu'elle incarne de 2012 à 2018. Un rôle qui lui assure une visibilité médiatique et une interprétation saluée qui lui permet de remporter le Critics' Choice Television Award de la meilleure actrice dans un second rôle, en 2014. Dès 2019, elle revient à l'affiche de la série policière Prodigal Son.

## Biographie

### Enfance et formation
Amy Maria Young est née le 19 février 1970 à Asheville en Caroline du Nord et élevée par ses parents adoptifs. Sa mère était sa professeur de la sixième à la quatrième.
Très jeune, elle aime déjà la scène, puisqu'elle se produit dans de nombreux récitals de danse, des rendez-vous locaux de chants et de pièces de théâtre. Elle participe même à des concours, remportant même le titre de Miss Junior de Caroline du Nord, en 1987.
Elle est diplômée en art dramatique à l'université Yale en 1991 puis à l'université d'Oxford.
Son prénom d'actrice, Bellamy, est une « sorte de mélange » de son vrai prénom et celui du meilleur ami de son père, Bill, qui s'est occupé d'elle après le décès de son père lorsqu'elle avait quinze ans.

### Vie privée
En janvier 2016, Young rencontre l'acteur britannique Ed Weeks (principalement connu pour son rôle dans la série télévisée The Mindy Project). Ils confirment leur relation, un mois plus tard, lors de la soirée post-Oscars, The Elton John AIDS Foundation.

#### Engagements
Elle est végétarienne depuis 1988 et soutient l'association PETA,. Elle met en avant son engagement pour l'adoption et participe à des campagnes publicitaires à cet effet.
Ouvertement démocrate, elle lance une collecte de fonds pour la campagne présidentielle d'Hillary Clinton.
Très investie politiquement, elle participe activement à cet engagement, multiplie les déplacements officiels dans le cadre de l'héritage de l’administration Obama, aux côtés d'autres personnalités comme Oprah Winfrey, Meryl Streep et Michelle Obama,.
Elle est la présidente de l'association Helpmate qui recueille des fonds pour les victimes de violences domestique.
En 2020, elle retrouve ses partenaires de Scandal (Kerry Washington, Katie Lowes et Shonda Rhimes) pour un spot publicitaire sur la journée internationale des femmes.

## Carrière

### Débuts au théâtre, au cinéma et à la télévision
Elle commence sa carrière en jouant dans des comédies musicales à Broadway tels que The Life, ou encore Merrily We Roll Along de Stephen Sondheim ainsi que Faust de Randy Newman. Elle changea son prénom afin de joindre la Screen Actors Guild en raison de la présence d'une autre Amy Young.
En 1995, elle fait ses débuts à la télévision, en décrochant un rôle récurrent dans le soap opera américain Another World, elle interprète le Dr Courtney Evans.
Elle intervient ensuite, entre 1997 et 1998, dans la série télévisée policière New York, police judiciaire, sous deux rôles différents. En 1999, elle fait ses débuts au cinéma en décrochant un rôle mineur dans le drame Black and White de James Toback.
Elle enchaîne avec des rôles de co-vedette dans des productions indépendantes.
Bellamy Young fait aussi ses armes à la télévision et enchaîne les apparitions dans de nombreuses séries où elle joue, essentiellement, des petits rôles : Le Drew Carey Show, Nash Bridges, Washington Police, Urgences, X-Files...

### Seconds rôles réguliers

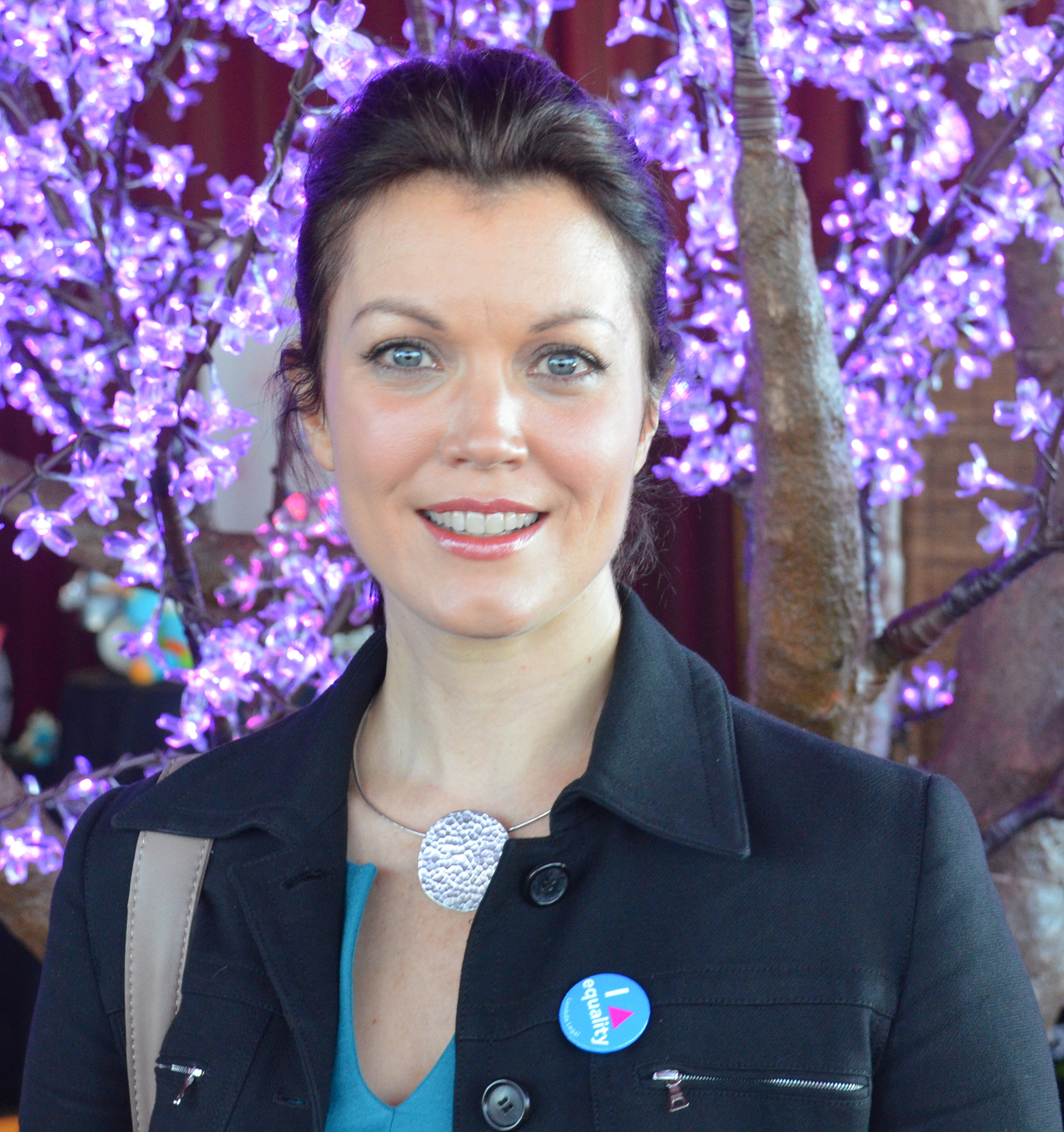
Bellamy Young, en 2013.

En 2002, elle décroche un second rôle dans le film de guerre Nous étions soldats. Ce film sur la guerre du Viêt Nam met en vedette Mel Gibson dans le rôle principal.
En 2003, elle décroche un rôle régulier dans la série western et policière, Peacemakers, qui met en scène les enquêtes que mènent un marshal de la « vieille école » et un jeune détective adepte des « méthodes scientifiques » dans l'Ouest américain du XIXe siècle. La série est annulée au bout d'une saison, faute d'audiences.
La même année, elle apparaît dans un arc narratif de trois épisodes de la série dramatique Mes plus belles années avec Gail O'Grady et Brittany Snow.
À partir de 2004, elle devient une invitée régulière de la série médicale comique Scrubs. Elle apparaîtra dans la peau du Docteur Grace Miller pour six épisodes jusqu'en 2009.
Young continue d'enchaîner sur un rythme d'interventions soutenues et décroche des seconds rôles dans des séries comme : NCIS : Enquêtes spéciales, Médium, Les Experts : Miami, Close to Home, Grey's Anatomy, Private Practice...
En 2006, elle fait office de second rôle pour le blockbuster d'action Mission impossible 3 qui rencontre un franc succès au moment de sa sortie. Entre 2007 et 2009, elle apparaît dans neuf épisodes de la satire comique Dirty Sexy Money.
En 2008, elle porte la comédie romantique One, Two, Many aux côtés de John Melendez, qui passe inaperçue.
L'actrice peine à obtenir des rôles dans des succès commerciaux mais multiplie les interventions dans des productions indépendantes et à la télévision. En effet, il s'ensuit de nombreuses apparitions télévisuelles dans des shows populaires comme, entre autres : Ghost Whisperer, Supernatural, Drop Dead Diva, Mentalist et Castle.
Entre 2001 et 2011, l'actrice est apparue une trentaine de fois en tant que guest star, à la télévision.

### Passage au premier plan et révélation télévisuelle

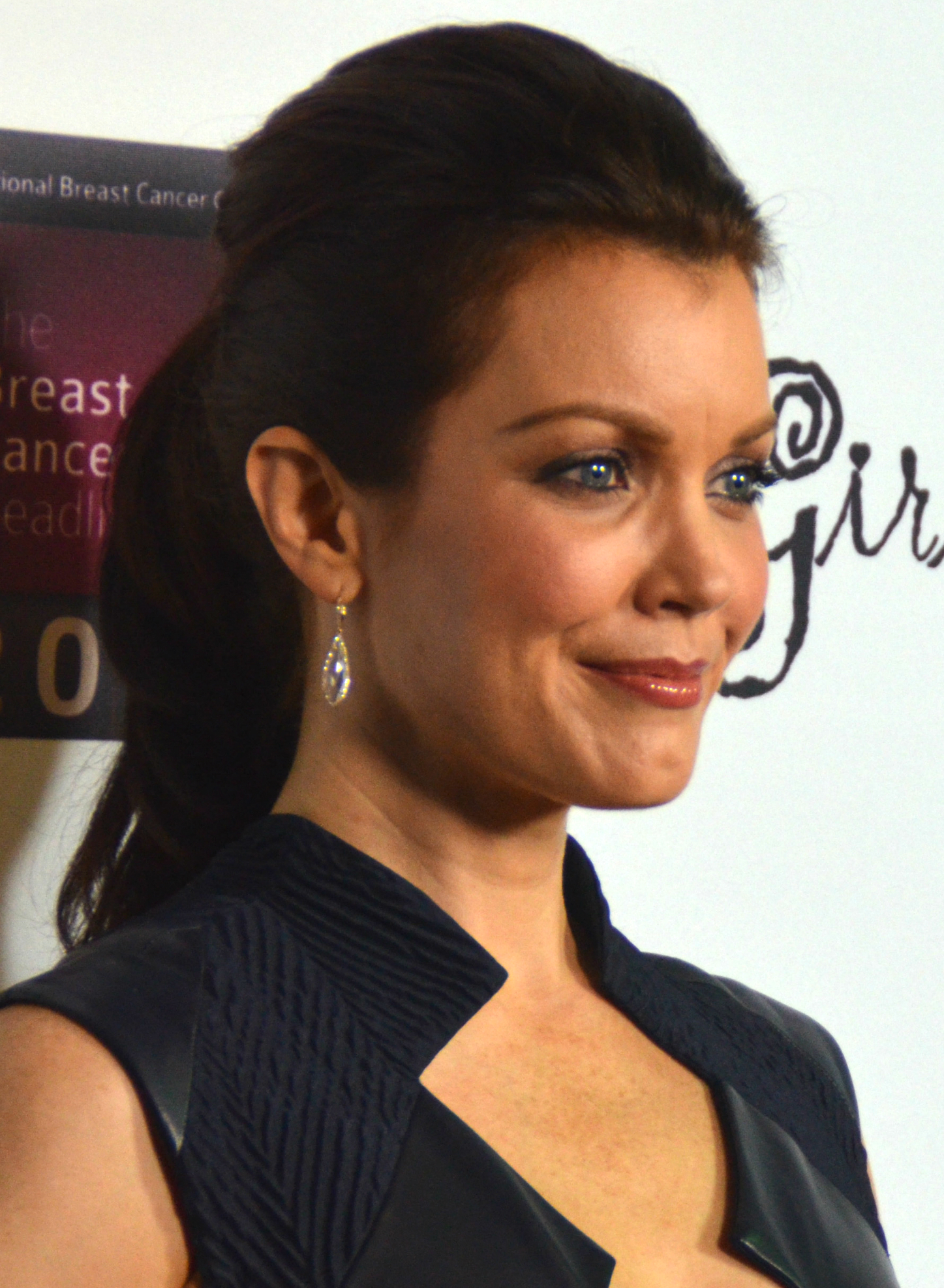
Bellamy Young, lors d'un gala de bienfaisance, en 2014.

En 2011, elle apparaît dans deux épisodes de la série The United States of Tara, portée par Toni Collette, puis, elle décroche un rôle récurrent dans Esprits criminels pour huit épisodes. Elle incarne Beth Clemmons, la petite amie d'Aaron Hotchner jusqu’à leur séparation, en 2013.
En 2012, elle est choisie par Shonda Rhimes pour intégrer le casting principal de la série dramatique Scandal où elle interprète le rôle de la première dame Mellie Grant, aux côtés de Kerry Washington, ou encore Tony Goldwyn.
La série est un succès commercial et devient la série dramatique la plus populaire sur les réseaux sociaux,,. En 2013, l'ensemble de la distribution reçoit le TV Guide Awards grâce aux votes des fans.
L'interprétation de Bellamy Young est saluée par la critique, l'actrice est nommée pour un Gold Derby Awards et elle remporte le Critics' Choice Television Award de la meilleure actrice dans un second rôle dans une série télévisée dramatique, en 2014. Cette année-là, elle est considérée comme la révélation du show par The Daily Beast, des éloges soutenues par le célèbre quotidien New York Post qui salue aussi sa performance.
Le programme rejoint le Top 10 des programmes télévisés politiques selon le quotidien américain Boston Globe, en 2015.
En 2016, elle décroche le premier rôle féminin du drame indépendant The Night Stalker (en) avec Lou Diamond Phillips, une production qui se fait remarquer lors du Festival international du film de Seattle.
En 2017, elle décroche un rôle dans le film d'aventure et de fantasy, produit par Walt Disney Pictures, A Wrinkle in Time, dont la sortie est prévue en 2018. Cette même année, Shonda Rhimes annonce, au détriment de la chaîne de diffusion, que la septième saison de Scandal serait la dernière.
À la suite de l'arrêt de Scandal, le réseau ABC décide de renouveler sa confiance envers Young en l'engageant pour tenir l'un des rôles principaux de sa nouvelle comédie, False Profits, dans laquelle elle partage la vedette aux côtés de Vanessa Williams. La série suit un groupe de femmes fauchées, dans une banlieue de l'Arizona, qui évoluent dans le monde impitoyable du marketing des cosmétiques. Finalement, la chaîne prend la décision de ne pas donner suite à ce pilote.
Toujours en collaboration avec ABC, elle retrouve Scott Foley pour apparaître dans un épisode de la nouvelle série d'action dont il est le héros, Whiskey Cavalier. Puis, elle intègre la série Netflix centrée sur Dolly Parton, Dolly Parton's Heartstrings, le temps d'un épisode. Elle est ensuite un personnage régulier de la série Prodigal Son, portée par Tom Payne, la série suit un criminologue reconnu dont le père était un tueur en série. Ce programme rencontre son public et l'installe une nouvelle fois sur le petit écran,,.

## Filmographie

### Cinéma

#### Longs-métrages
- 1999 : Black and White de James Toback : Bellamy (non créditée)
- 1999 : Picture This de Lisa Albright : Monique
- 2001 : Mission de Loren Marsh : Sandy
- 2002 : Nous étions soldats (We Were Soldiers) de Randall Wallace : Catherine Metsker
- 2002 : Swatters de Irving Schwartz : Mary Dolan
- 2004 : Larceny (en) de Irving Schwartz : Kiki
- 2006 : Eve of Understanding de Alyson Shelton : Cassie
- 2006 : Mission impossible 3 de J. J. Abrams : Rachael
- 2007 : Docteur au grand cœur (Simple Things) de Andrew C. Erin (en) : Terry Hudson (également productrice associée)
- 2008 : Trust Me de Andrew Kazamia : Carrie
- 2008 : One, Two, Many de Michael DeLorenzo (en) : Jennifer
- 2008 : This Is Not a Test de Chris Angel : Teresa
- 2010 : The Freebie de Katie Aselton : Jessica
- 2010 : In My Sleep d'Allen Wolf : Olivia
- 2010 : Étudiantes exemplaires (Pound of Flesh) de Tamar Simon Hoffs : Daniella Melville
- 2011 : Joint Body de Brian Jun : Jane Chapman
- 2012 : The Cottage de Chris Jaymes : Annie (également productrice exécutive)
- 2012 : Last Day on Earth de Uri Niv : Pamala
- 2015 : Day Out of Days de Zoe Cassavetes : Rebecca
- 2016 : The Night Stalker de Megan Griffiths : Kit
- 2017 : Bernard and Huey de Dan Mirvish : Aggie
- 2018 : Un raccourci dans le temps (A Wrinkle in Time) d'Ava DuVernay : une femme sur Camazotz
- 2019 : Love & Debt de Valerie Landsburg : Karen Warner
- 2020 : Superman : L'Homme de demain (Superman: Man of Tomorrow) de Chris Palmer : Martha Kent (voix)

#### Courts-métrages
- 2005 : Darcy's Off-White Wedding de Kristin Holloway : Donatella
- 2009 : Tender as Hellfire de Jason Stone : Cheryl

### Télévision

#### Séries télévisées
- 1995 : Another World : Dr Courtney Evans
- 1997 : New York, police judiciaire (Law & Order) : Ellen O'Brien (saison 8, épisode 7)
- 1998 : New York, police judiciaire (Law & Order) : Stephanie Harker (saison 9, épisode 9)
- 2000 : Le Drew Carey Show (The Drew Carey Show): Bridget (saison 5, épisode 20)
- 2000 : Nash Bridges : Diana Carr (saison 6, épisode 9)
- 2000 : X-Files : Aux frontières du réel (The X-Files) : Janet Wilson (saison 8, épisode 6)
- 2001 : Washington Police : Bethany Fortoro (saison 2, épisode 5)
- 2001 : Urgences (ER) : Grace (saison 8, épisode 7)
- 2002 : Frasier : Lisa (saison 9, épisode 17)
- 2002 : For The People : Agnes Hunt
- 2003 : Peacemakers : Twyla Gentry (saison 1, 7 épisodes)
- 2003: Mes plus belles années (American Dreams) : Diane Shaw (saison 2, épisodes 3, 5 et 6)
- 2004 : À la Maison-Blanche (The West Wing) : MaryLou Meriwether (saison 5, épisode 10)
- 2004 : NCIS : Enquêtes spéciales (NCIS): agent spécial Melinda Stone (saison 1, épisode 21)
- 2004 : La Vie avant tout (Strong Medecine) : Erin Berman (saison 5, épisode 17)
- 2005 : North Shore : Hôtel du Pacifique (North Shore) : Mlle Lasser (saison 1, épisode 19)
- 2005 : Médium : Kate Emery (saison 2, épisode 7)
- 2005–2006 : Les Experts : Miami (CSI: Miami) : Monica West (saison 4, 6 épisodes)
- 2007 : Close to Home : Sarah Paulson (saison 2, épisode 12)
- 2007 : Grey's Anatomy : Kathy (saison 3, épisodes 22 et 23)
- 2007 : Boston Justice : Cynthia Nichols (saison 4, épisode 1)
- 2007 : Private Practice : Kathy (saison 1, épisode 6)
- 2007 : Cold Case : Affaires classées (Cold Case) : Audrey Metz, en 1938 (saison 5, épisode 7)
- 2007–2009 : Dirty Sexy Money : Ellen Darling (9 épisodes)
- 2008 : Mon oncle Charlie (Two and Half Men) : Diane (saison 6, épisode 9)
- 2008–2009 : Le Retour de K 2000 (Knight Rider) : Amy Clark (2 épisodes)
- 2009 : Trust Me : Carrie Taylor (saison 1, épisode 3)
- 2009 : Ghost Whisperer : Lucy Santon (saison 4, épisode 21)
- 2009 : Supernatural : Sarah/Lucifer (saison 5, épisode 1)
- 2009 : Mayne Street : la directrice du casting (saison 3, épisode 6)
- 2004–2009 : Scrubs : Dr Grace Miller (6 épisodes)
- 2010 : Drop Dead Diva : Emily Parcelles (saison 2, épisode 3)
- 2010 : Mentalist : Melanie Ayers (saison 3, épisode 2)
- 2010 : Los Angeles, police judiciaire (Law & Order: LA) : Monica Jarrow (saison 1, épisode 8)
- 2011 : Castle : Candace Ford (saison 3, épisode 23)
- 2011 : Working Class : Brooke (saison 1, épisode 7)
- 2011 : The Protector : Skylar Brenn (saison 1, épisode 7)
- 2011 : The United States of Tara : l'hôtesse de l'air (saison 3, épisodes 3 et 4)
- 2011–2013 : Esprits criminels (Criminal Minds) : Beth Clemmons (8 épisodes)
- 2012 : Franklin & Bash : Margaret Pollack (saison 2, épisode 5)
- 2012–2018 : Scandal : Mellie Grant, la première dame des États-Unis (124 épisodes)
- 2018 : False Profits : Laura (pilote non retenu par ABC)
- 2019 : Whiskey Cavalier : Karen Pappas (saison 1, épisode 2)
- 2019 : Dolly Parton's Heartstrings : Myrna Jorgensen (saison 1, épisode 7)
- 2019–2021 : Prodigal Son : Jessica Whitly (33 épisodes)
- 2021 : L'Île fantastique : Christine Collins

#### Téléfilms
- 2005 : Roman Noir : Injection Mortelle (Mystery Woman: Vision of a Murder) de Kellie Martin : Tina Moore
- 2008 : Ninjas en guerre (Mask of the Ninja) de Bradford May : Gina
- 2010 : Edgar Floats de Jace Alexander : Jennifer Wade

#### Clips
- 2016 : #WHERESTHELOVE - The Black Eyed Peas

## Distinctions
Sauf indication contraire ou complémentaire, les informations mentionnées dans cette section proviennent de la base de données IMDb.

### Récompenses
- TV Guide Awards 2013 : Fan favorite Awards pour Scandal, prix partagé avec l'ensemble de la distribution de la série
- Critics' Choice Television Awards 2014 : Meilleure actrice dans un second rôle dans une série télévisée dramatique pour Scandal

### Nominations
- Gold Derby Awards 2014 : Meilleure actrice dans un second rôle dans une série télévisée dramatique pour Scandal

## Doublage francophone
| - Véronique Soufflet dans : - NCIS : Enquêtes spéciales (série télévisée) - Grey's Anatomy (série télévisée) - Private Practice (série télévisée) - Dirty Sexy Money (série télévisée) - Ninjas en guerre (téléfilm) - Ghost Whisperer (série télévisée) - Supernatural (série télévisée) - Esprits criminels (série télévisée) - Claire Guyot dans : - Scrubs (série télévisée) - Castle (série télévisée) - Scandal (série télévisée) - Drop Dead Diva (série télévisée) - Un raccourci dans le temps - L'Île fantastique (série télévisée) - Sophie Arthuys dans : - New York, police judiciaire (série télévisée) - X-Files : Aux frontières du réel (série télévisée) - Roman noir : Injection mortelle (téléfilm) | - Armelle Gallaud dans (les séries télévisées) : - Medium - Cold Case : Affaires Classées Et aussi - Emmanuèle Bondeville dans Nash Bridges (série télévisée) - Marjorie Frantz dans À la Maison-Blanche (série télévisée) - Véronique Desmadryl dans Washington Police (série télévisée) - Valérie Siclay dans Urgences (série télévisée) - Isabelle Thomas dans Les Experts : Miami (série télévisée) - Anne Rondeleux dans United States of Tara (série télévisée) - Françoise Cadol dans Prodigal Son (série télévisée) |